# کانش
کانش (به انگلیسی: Canche) رودخانه‌ای است که در فرانسه جریان دارد.